# 冨永実里
冨永 実里（とみなが みさと、2007年（平成19年）10月15日 - ）は、日本の女優。
埼玉県出身。サンミュージックプロダクション所属。

## 来歴
病院で生まれてすぐの写真を撮る時に、カメラを向けると笑顔になったので病院中で話題になる。この時、冨永の母は「モデルの素質があるのでは？」と感じていた。
2019年、原宿に行ってスカウトされたことをきっかけに事務所に所属した。
2021年 4月11日、配信型 女優養成プロジェクト「アクトレスインキュベーション」の10期生に加入。
2022年 4月17日、「アクトレスインキュベーション」の11期生に加入。12月17日 NHK総合 土曜ドラマ 「ひきこもり先生シーズン2」で テレビドラマ初出演。
2023年 4月23日、「アクトレスインキュベーション」の12期生に加入。11月23日、「舞台ガクサイ！」で初舞台。
2025年1月、「18歳になるので、成人する前に挑戦したい」とミスマガに応募し、同年5月13日、2826人の応募の中からミスマガジン2025ベスト16に選出され、お披露目イベントでは自己紹介と歌を披露した。

## 人物
- 趣味: 模写、建築物巡り[1]
- 特技: ポイパフォーマンス、トランペット、ホルン[1]、製図[18]
- スポーツ歴: ダンス、フィギュアスケート[1]
- 資格: 韓国語能力試験(TOPIK)1級、日本スケート連盟バッジテスト2級取得、ピアノ演奏表現ウンター5級[1]
- 好きなもの: ミッフィー[22]、レモン、和菓子[23]
- うさぎを2匹飼っており、「風くん」[24]と「夜ちゃん」[25]と名付けている。
- 理系の高校に通って建築を勉強しているリケジョ[21]

## 出演

### ラジオ・Podcast
- まだちょっと時間ある？

・133: 初めてのゲストはほぼ生まれたての高校2年生 2024-11-27（2024年11月27日、Podcast）
・134: 一緒に遊んだ時のはなしをしよう 2024-12-04（2024年12月4日、Podcast）
- ミスマガ放課後RADIO！

・2025.05.15放送分（2025年5月15日、渋谷クロスFM）

### テレビ
- 沼にハマってきいてみた - ポイパフォーマンス（2019年12月2日、NHK Eテレ）[1][29]

### テレビドラマ
- 土曜ドラマ ひきこもり先生シーズン2・前編「どうでもよくない！」/後編「言えなかったこと」（2022年12月17, 24日、NHK総合） - 加賀美月 役[16][17]

### WEBドラマ
- 縦型ショートドラマ『QPD』Episode7（公開未定[30]、Tiktok、YouTube、監督 萬浪大輔）- 里崎里美役[31]

### WEBメディア
- ミスマガジン2025 ベスト16発表記念 YouTube Live（2025年5月13日、ミスマガTV）[32]
- 【ミスマガジン2025 ベスト16】冨永実里＜エントリーNo.14＞（2025年5月19日、ミスマガTV）[33]

### 舞台
- 「舞台ガクサイ！」- 詩倉芽衣 役（2023年11月23,25日、調布せんがわ劇場、作・演出 蜂巣和紀）[5]
- 即興劇「人狼ゲーム」（2024年2月3日、目黒区青少年プラザ）[6]
- 少女夢幻論Ⅲ〜富安美尋の世界〜（2024年9月21~23,28,29日、ドラマデザイン社スタジオ：脚本 富安美尋、演出 山本和夫） - 演目：夢チーム ひとり芝居「堕天、句読点」、6人芝居「打ち上がり」[7]
- 溜池山王女優演劇祭 (2024年11月16,17,23,24日、ドラマデザイン社スタジオ：脚本 湯田美帆、富安美尋、佐藤奈央、演出 山本和夫) - 演目：3人芝居「黒猫キャンプ」、ひとり芝居「失せ者」、5人芝居「肖像」 [8]
- 女優の国のアリスたち (2025年2月15,16,22,23,24日、ドラマデザイン社スタジオ：脚本 湯田美帆、富安美尋、佐藤奈央、演出 山本和夫) - 演目：4人芝居「サプライズ」、3人芝居「楽園」、ひとり芝居「メトロノーム」、5人芝居「不思議の国でアリンス」 [9]
- ツミビト〜7つと1つの大罪〜 - マルス 役 (2025年4月23~27日、CBGKシブゲキ!!：脚本・演出 前田直紀)[10]
- 劇団SUPER TAICHIMON ver.4「すとれーとごー」 - ヒロイン ヒナタ役 (2025年6月18~22日、上野ストアハウス、作・演出：ナカオタイチ)[11][12][34][35]
- 清らかな水のように～私たちの1945（2025年8月9~12日、武蔵野演芸劇場：原案 神楽坂淳、脚本 千葉美鈴、演出 山本和夫）- プルメリアチーム 準主演・辻マキ 役[36]

### CM・広告・イメージモデル
- ミスいちごアソシエイツ2018[37][38]
- BANDAI 「パーリーポップス」TV-CM、PV出演（2019年）[1]
- ｢INGNI First｣ 2019 カタログモデル[39]
- きもの館 創美苑 2020浴衣モデル[1]
- 味の素「Bistro Do」広告（2021年3月~ 2022年3月 ）[1]
- ジャストシステム「スマイルゼミ」広告（2021年6月~ 2022年11月）[1]
- ジョンソン・エンド・ジョンソン　「リステリン」CM「殺菌力で家族を守ろう」篇　(2022年2月〜2023年2月)[40] 「原因は菌」篇  (2022年6月〜2023年2月)[41] -娘役
- 広島ガスCM 「お家でできる環境対策」「娘思い」「弟思い」「子供思い」篇 - 娘役（2022年3月ｰ）[42]

### イベント
- H ZETTRIO 2018年 秋の大感謝祭 - ポイパフォーマンス参加（2018年10月14日）[43][44]

### ファッション
- 『JAPAN KIDS collection 2017』出演 (2017年)
- 『Tokyo kids collection 2018』出演 (2018年)[45]
- 『n☆p GIRLS COLLECTION 2019 プチ☆コレ9』出演 (2019年4月28日)[1]

## 書籍

### WEB写真集
- ミスマガジン2025 ベスト16 ヤンマガweb限定グラビア＜Part1＞冨永実里【無料分】[46]
- ミスマガジン2025 ベスト16 ヤンマガweb限定グラビア＜Part1＞冨永実里【有料分①】[46]
- ミスマガジン2025 ベスト16 ヤンマガweb限定グラビア＜Part1＞冨永実里【有料分②】[46]

### 雑誌
- KIDS時計 x vogue Italia グランプリ受賞、vogue Italia 2019年7月号 掲載[43]
- 週刊ヤングマガジン 2025年 25号（2025年5月19日、講談社）[47][48]
- 週刊ヤングマガジン 2025年 26号（予定）（2025年5月26日、講談社）[20]